# تينا تشاو
تينا تشاو (بالإنجليزية: Tina Chow)‏ هي عارضة أمريكية، ولدت في 18 أبريل 1950 في ليكفيو في الولايات المتحدة، وتوفيت في 24 يناير 1992 في باسيفيك بلسيدس، لوس أنجلوس ‏ في الولايات المتحدة.

## وصلات خارجية
- تينا تشاو على موقع IMDb (الإنجليزية)